# Åkleby
Åkleby är en ort i Skövde kommun i Västra Götalands län.
Åkleby ligger i Frösve socken.
Ån Ösan rinner genom Åkleby. Över ån går en ålderdomlig hängvägsbro. Åkleby bro är av trä och i fem spann.
Strax intill ligger Sörbylunds kraftstation från 1893. Kraftstationen var ett av landets tio första växelströmskraftverk och levererade ström till Sörbylunds gård långt innan Skövde hade elektricitet.
Kraftstationen är fortfarande i bruk.

## Galleri

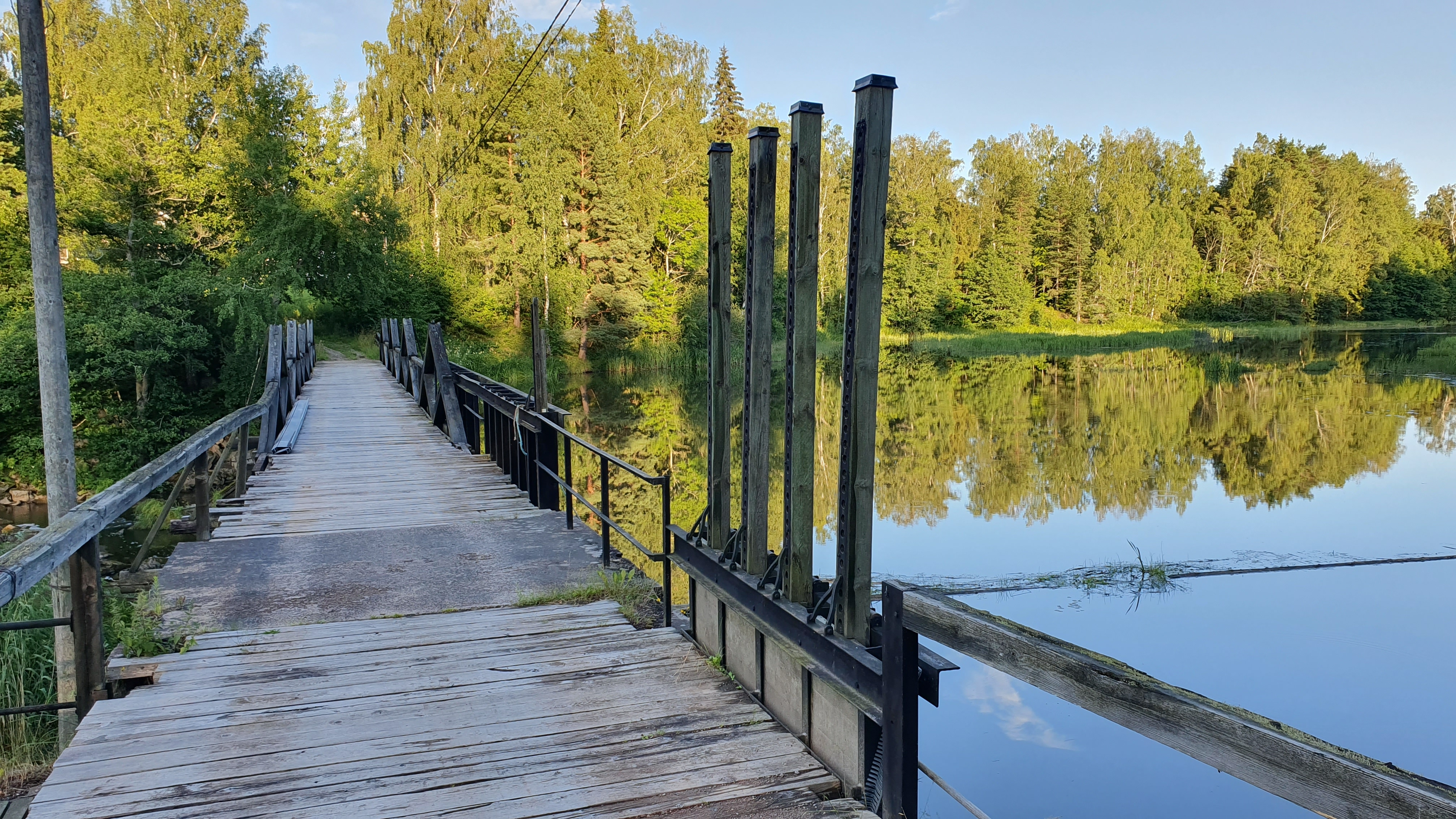
bron
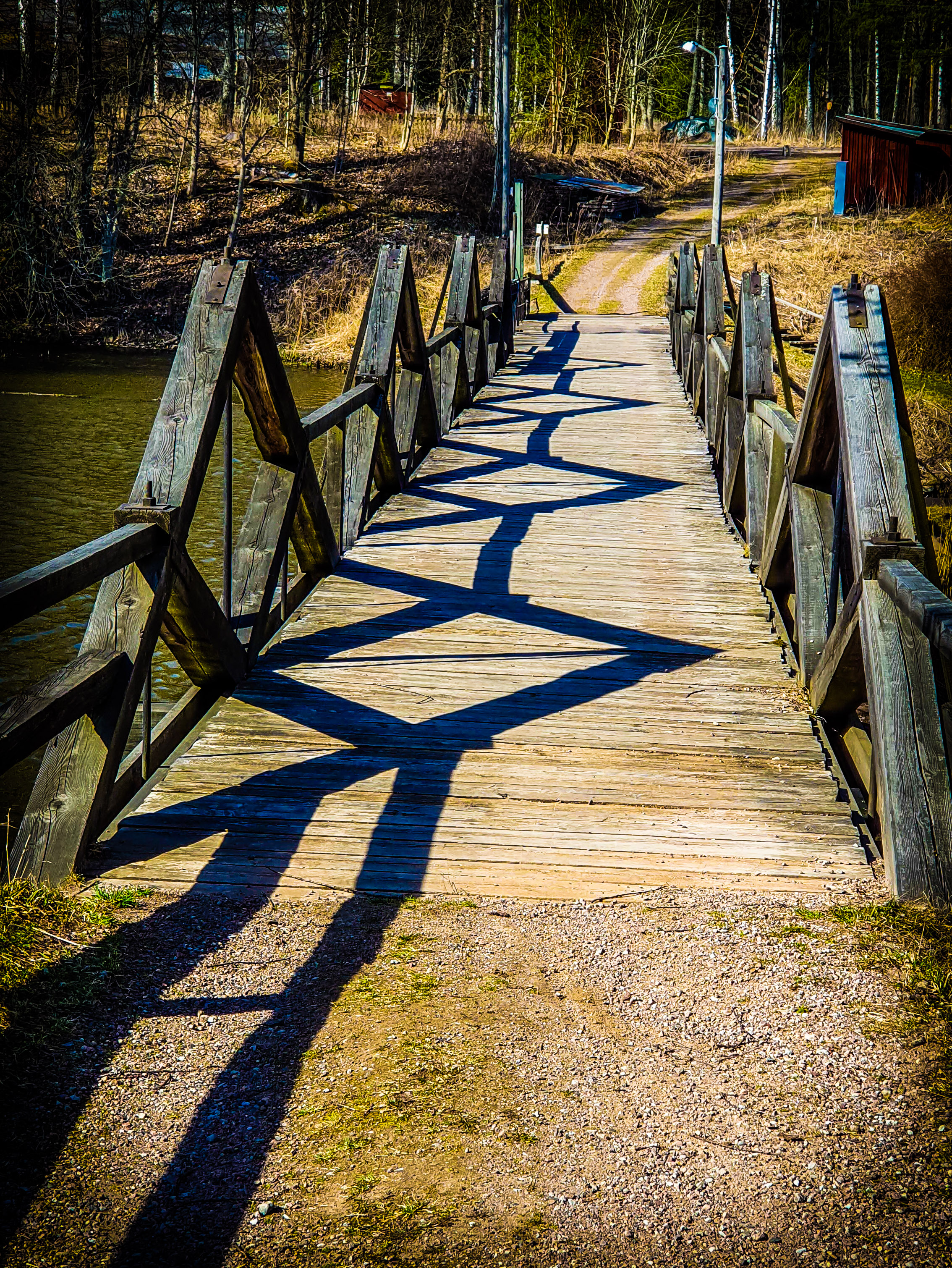
bron
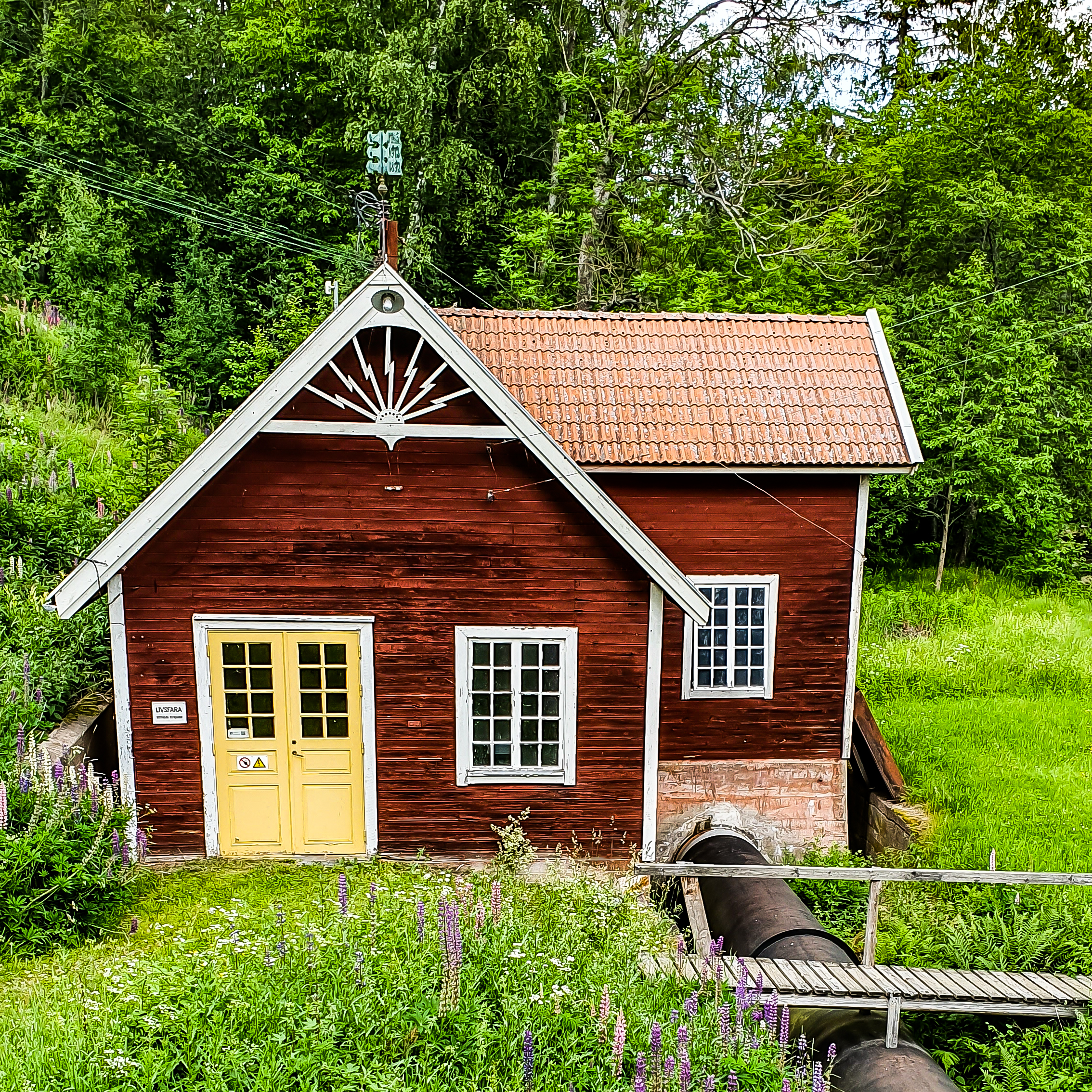
kraftstatsionen